# Megalostrata depicta
Megalostrata depicta är en spindelart som först beskrevs av O. Pickard-Cambridge 1895.  Megalostrata depicta ingår i släktet Megalostrata och familjen flinkspindlar. Inga underarter finns listade i Catalogue of Life.